# EXCLAIM (meteorologie)
EXCLAIM je výzkumná iniciativa Spolkové vysoké technické školy v Curychu (ETHZ) a partnerů, s cílem vyvinout exascale výpočetní a datovou platformu – výpočetní systémy schopné zpracovat alespoň 1018 operací s plovoucí desetinnou čárkou za sekundu (1 exaFLOPS) – pro modelování počasí a klimatu (podnebí), schopnou simulovat regionální až globální systémy oceán-moře-led-atmosféra-země (anglicky ocean-sea-ice-atmosphere-land) v mnohem větším rozlišení, než bylo dosud možné. Skokovým zvýšením rozlišení umožnit modelování kritických procesů počasí a klimatu, zejména mraků a konvekce a snížit tak nejistoty v předpovědi počasí a prognóze vývoje klimatu.
Účelem tedy je vyvinout nové globální klimatické modely (GCM), které budou integrovat regionální klimatické modely (RCM) ve vysokém rozlišení, přímo simulující bouře, bouřky a hurikány. Vyvinout novou generaci modelů pro předpověď povětrnostních událostí s vyšší přesností, s možností lepšího porozumění klimatickým jevům jako jsou přívalové deště, povodně a krupobití. Modelovat a studovat extrémní povětrnostní události, interakce mezi počasím a klimatem, a dopady silných bouřek na pozadí globálního oteplování, globálních změny klimatu.

## Konsorcium
EXCLAIM je iniciativa mezioborová, spolupracují na ní výzkumníci na následujících tématech:
- ETHZ
  - environmentální vědy – Katedra environmentálních systémů ETHZ (anglicky Department of Environmental Systems Science, D-USYS)[4]
  - počítačové vědy – Katedra informatiky ETHZ (anglicky Department of Computer Science, D-INFK)[5]
  - fyziku – Katedra fyziky ETHZ (anglicky Department of Physics, D-PHYS)[6]
- modelování klimatických systémů – Centrum pro modelování klimatických systémů při ETHZ (anglicky Center for Climate Systems Modeling, C2SM)[7]
- superpočítače – Švýcarské národní superpočítačové centrum (anglicky Swiss National Supercomputing Centre, CSCS)[8]
- datové vědy – Švýcarské centrum datových věd (anglicky Swiss Data Science Center, SDSC)[9][10]
- materiálové vědy – Švýcarská federální laboratoř pro vědu a technologii materiálů (anglicky Swiss Federal Laboratories for Materials Science and Technology, Empa)[11]
- meteorologii a klimatologii – švýcarský Federální úřad pro meteorologii a klimatologii (anglicky Federal Office of Meteorology and Climatology, MeteoSwiss)[12]

Mezinárodním partnerem projektu je Německá meteorologická služba (německy Deutscher Wetterdienst, DWD) a Institut Maxe Plancka pro meteorologii (anglicky Max Planck Institute for Meteorology, MPI-M), kteří společně vyvinuly model ICON (z anglického ICOsahedral Nonhydrostatic) – základ modelu EXCLAIM a také Evropské centrum pro střednědobé předpovědi počasí (anglicky European Centre for Medium-Range Weather Forecasts, ECMWF), jehož je Švýcarsko plnoprávným členem. Stejně jako Anglie, Itálie a Německo, další partneři na projektu. Jedná se tak o jedno z nejsilněji zastoupených konsorcií pro vývoj modelů na světě. EXCLAIM uvádí návaznost na předešlou veleúspěšnou spolupráci mezi těmito institucemi a chce ji dále posílit a rozšířit.

## Cíl
Cílem je snaha o významné zvýšení prostorového rozlišení modelů počasí a klimatu. Pro simulaci globálního počasí a klimatu se všemi regionálními detaily, se nad model Země umisťuje virtuální třírozměrná síť. Pro každou buňku síťového modelu se za pomoci fyzikálních zákonů dopočítávají příslušné klimatické podmínky. V současnosti mají buňky sítí globálních klimatických modelů šířku 50 až 100 kilometrů. V dlouhodobém horizontu je cílem projektu EXCLAIM zvýšit toto rozlišení na jeden kilometr. Dosud bylo možné takto jemnou sítí simulovat jen relativně krátkodobé předpovědi pouze pro regionální počasí. S novými modely s takto jemným rozlišením je záměr simulovat průběh počasí po celém světě.
Navrhovaná platforma EXCLAIM pro modelování a údaje bude založena na modelu ICON (ICOsahedral Nonhydrostatic), vyvinutém primárně  Německou meteorologickou službou (DWD) a Institutem Maxe Plancka pro meteorologii (MPI-M). EXCLAIM dosavadní stav rozšíří o odbornost švýcarských partnerů ve vývoji modelů počasí a klimatu a datových infrastruktur, využívajících nových generací architektur superpočítačů. Projekt se zaměří také na použitelnost a přenositelnost platformy při zachování vysokého výpočetního výkonu a datové propustnosti. To vyžaduje věnování značné pozornosti pro vytvoření efektivních toků zpracování a dat, které se vypořádají s lavinou údajů generovanou modely s vysokým rozlišením. Modelovací platforma bude využívat dva příklady použití (use cases). Ty budou určovat a testovat její vývoj. Jedním bude model pro střední Evropu v měřítku sub-kilometrového rozlišení. Druhým plně propojený model oceán-moře-led-atmosféra-země pokrývající zeměkouli v měřítku kilometrového rozlišení a schopného dosáhnout výpočetní výkonnosti umožňující simulace na desetiletí až staletí.

## Infrastruktura
Řešit správně konvektivní systémy, jako jsou bouřky na klimatických modelech s vysokým rozlišením umožňuje například superpočítačový systém ALPS (česky Alpy) ve Švýcarském národním superpočítačovém centru (CSCS) v Luganu. Pro simulaci počasí a klimatu v globálním měřítku pro období několika desítek let s mřížkou o šířce pouhých několika kilometrů budou muset nové modely oproti současným pracovat přibližně stokrát rychleji.
Předpokládají se tak také práce na úpravách hardware superpočítačů, jako:
- zlepšení architektury paralelního zpracování,
- optimalizace architektury pro řešení potřebných tříd početních úloh.

Jednou takovou cestou by mělo být i využití grafických procesorů (GPU), tedy hybridní architektury.
Také úpravy software by měly sehrát významnou roli. Kód modelu by se měl optimalizovat tak, aby bylo plně využito hybridní architektury. Klíčovou cestou pro realizaci těchto cílů má být refaktorizace stávajících kódů pomocí konceptu doménově orientovaných softwarových frameworků a vyšší úrovně (anglicky high-level) abstrakce kódu.
Počítá se s rozdělením kódu na dvě části, na:
- rozhraní pro vývojáře a uživatele modelu,
- algoritmy optimalizované pro daný hardware.

CSCS, MeteoSwiss a C2SM tento přístup s velikým úspěchem (desetinásobné zrychlení modelu) aplikovaly v současném modelu počasí MeteoSwiss. Tento přístup je nyní aplikován také na model počasí a klimatu ICON.
Data a datová exploze jsou dalšími faktory, které infrastrukturní část projektu bude optimalizovat, s cílem zvyšovat datovou propustnost a zkracovat dobu přístupu.